# Muricea muricata
Muricea muricata är en korallart som först beskrevs av Peter Simon Pallas 1766.  Muricea muricata ingår i släktet Muricea och familjen Plexauridae. Inga underarter finns listade i Catalogue of Life.